# Acragas zeteki
Acragas zeteki är en spindelart som först beskrevs av Arthur M. Chickering 1946.  
Acragas zeteki ingår i släktet Acragas och familjen hoppspindlar. Inga underarter finns listade i Catalogue of Life.